# 7,65 mm Longue

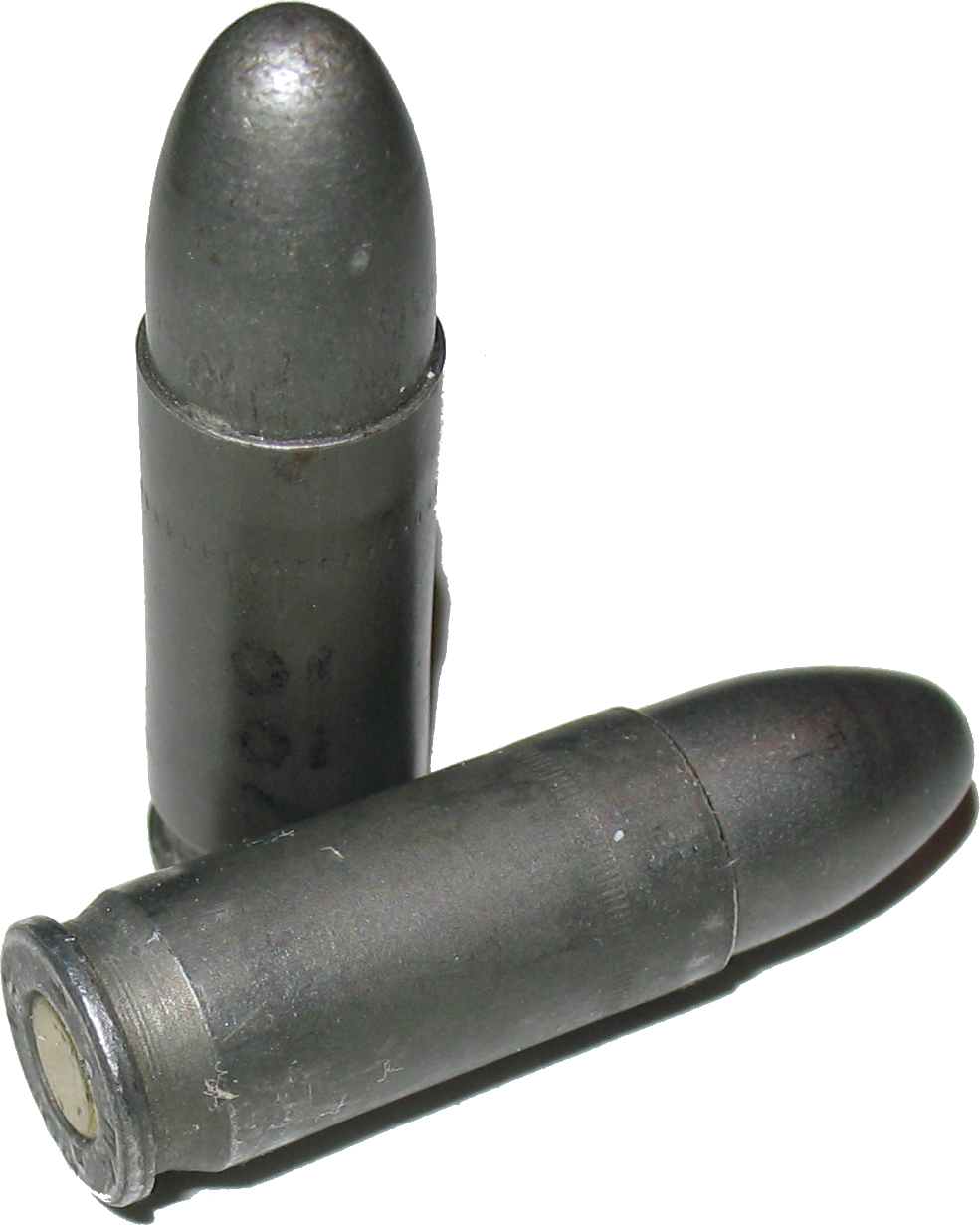
Náboj 7.65mm Longue

7.65 mm Longue nebo také 7.65mm MAS, 7.65×20mm, 7.65L a .30-18 Auto je bezokrajový pistolový náboj se středovým zápalem.

## Historie
Náboj byl tajně vyvinut společností Remington Arms v roce 1917 pro americkou armádu a vyráběn v obrovských množstvích od roku 1918 do roku 1920. Náboj byl původně zkonstruován pro Pedersen device (adaptér na pušku Springfield M1903). První světová válka skončila dříve než, se pedersenův adaptér dostal na frontu. Po skončení války bylo zástupcům francouzské armády zařízení představeno společně s nábojem pro něj a později znovu Johnem Browningem v roce 1920 když zde představil svou karabinu pro stejný náboj. Francouzská armáda náboj přejala roku 1925 a vyráběla jej od roku 1935 až do roku 1960. Po druhé světové válce byl náboj nahrazen nábojem 9 mm Luger, ale nadále se využíval u policie a v koloniích.

### Náboj používaly tyto zbraně
- samopal MAS-38
- pistole Modèle 1935A